# 伯穆達-杜恩斯 (加利福尼亞州)
百慕達-杜恩斯（英語：Bermuda Dunes）是位於美國加利福尼亞州河濱縣的一個人口普查指定地區。

## 地理
百慕達-杜恩斯的座標為33°44′40″N 116°17′07″W / 33.74444°N 116.28528°W，而該地最高點為海拔高度29米（即95英尺）。

## 人口
根據2010年美國人口普查的數據，百慕達-杜恩斯的面積為7.63平方千米，均為陸地。當地共有人口7282人，而人口密度為每平方千米954人。